# Грегг, Джадд
Джадд Грегг (англ. Judd Gregg; род. 14 февраля 1947, Нашуа, Нью-Гэмпшир) — американский политик, сенатор США от штата Нью-Гэмпшир, 76-й губернатор штата Нью-Гэмпшир в 1989—1993 годах.

## Биография

### Ранние годы и образование
Джадд Грегг родился в Нашуа, штат Нью-Гэмпшир, в семье Кэтрин Митчелл (урожденной Уорнер) и Хью Грегга, который был губернатором Нью-Гэмпшира с 1953 по 1955 год. В 1965 году он окончил частную среднюю школу Phillips Exeter Academy. В 1969 году Грегг получил степень бакалавра Колумбийского университета, в 1972 году — степень доктора права и в 1975 году — степень магистра права в юридической школе Бостонского университета.

### Политическая карьера

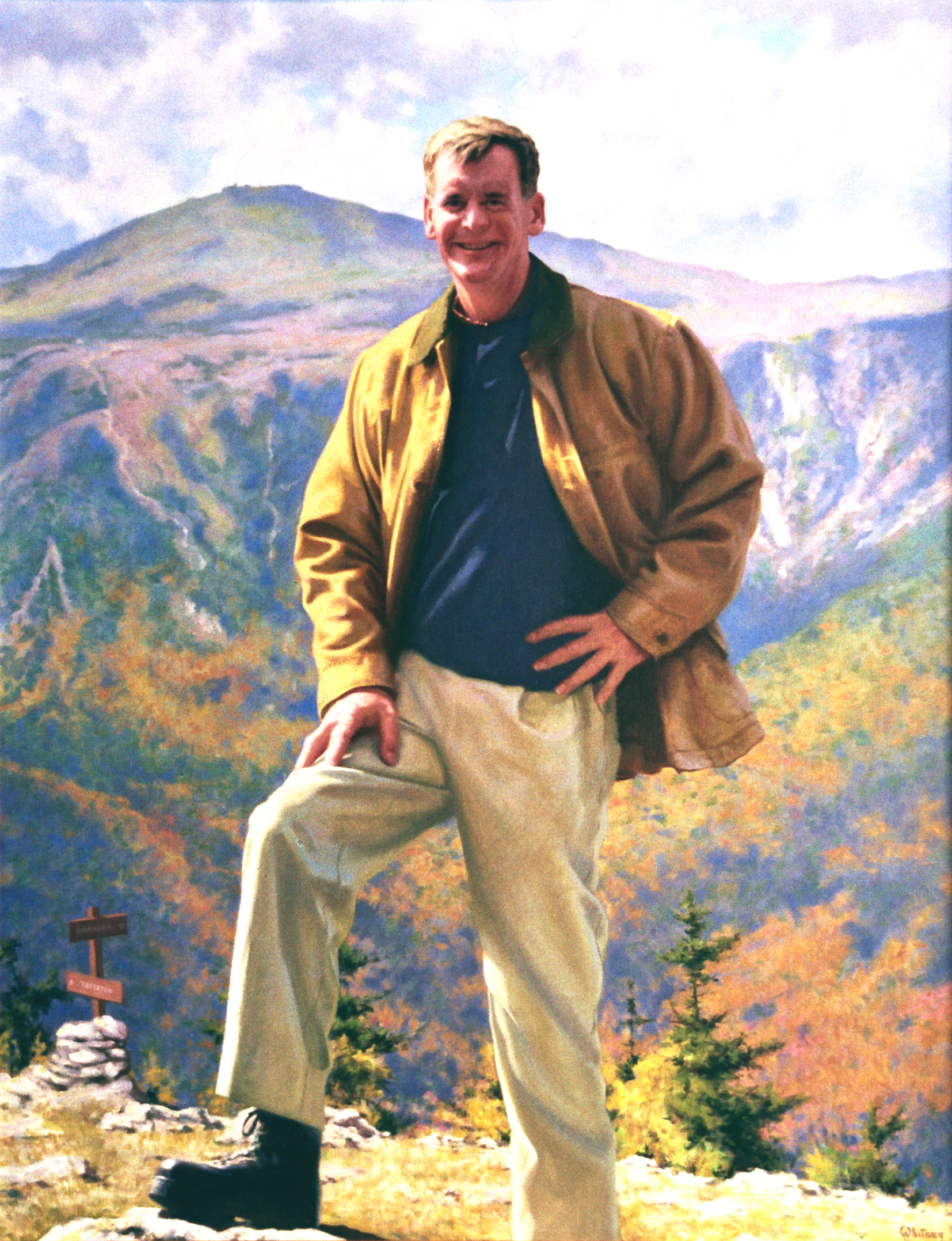
Портрет губернатора Джадда Грегга, выполненный художником Ричардом Уитни

С 1978 по 1980 год Грегг был членом исполнительного совета штата Нью-Гэмпшир. В 1980 году его избрали в Палату представителей США. Грегг трижды переизбирался на эту должность в 1982, 1984 и 1986 годах.
Грегг отказался баллотироваться на переизбрание в 1988 году, и выдвинул свою кандидатуру на пост губернатора штата Нью-Гэмпшир. Он выиграл выборы и был переизбран в 1990 году. Грегг смог сбалансировать бюджет штата, который при его отставке в 1993 году имел профицит в 21 млн долларов. Несмотря на это, его оппоненты в 1990-х годах нападали на Грегга за слабую экономику штата и его отсрочку от призыва на войну во Вьетнаме.
В 1992 году Грегг был избран в Сенат США, победив на выборах Джона Рауха. Он дважды переизбирался в 1998 и 2004 годах. После выдвижения его кандидатуры на пост министра торговли США 3 февраля 2009 года, Грегг объявил, что «скорее всего» не будет переизбираться в сенат в 2010 году. Но 12 февраля 2009 года Грегг отказался от поста министра.
С 3 января 2003 по 3 января 2005 года Грегг был председателем сенатского комитета по вопросам здравоохранения, образования, труда и пенсий, а с 4 января 2005 по 3 января 2007 года — председателем сенатского бюджетного комитета.
После ухода из сената Грегг стал международным консультантом инвестиционного банка Goldman Sachs.

## Личная жизнь
Грегг принадлежит к Объединённой Церкви Христа. Он женат на Кэтлин Маклеллан Грегг. У них двое дочерей, Молли и Сара, и сын Джошуа.
В 2005 году Грегг выиграл в лотерею Powerball 850 тыс. долларов по билету, который он приобрёл за 20 долларов в ночном магазине Вашингтона.

## Интересные факты
На выборах в Сенат 2004 года соперником Грегга оказалась 94-летняя активистка Дорис Хэддок — женщина, в возрасте 90 лет прошедшая пешком через всю страну от Пасадины до Вашингтона. Она проиграла Греггу, набрав 33,72 % голосов. Об этом событии в 2007 году был снят документальный фильм «Беги, бабушка, беги».